# Walter Kollo
Walter Kollo, född 28 januari 1878, död 30 september 1940, var en tysk kompositör.
Walter Kollo var verksam i Berlin, och komponerade bland annat revy- och filmmusik samt schlager men är mest känd för sina operetter, bland vilka märks Juxbaron (1916), Drie alte Schachteln (1917), Noch und noch (1924) och Marietta (1924).